# أحد شيخ لاري
أحد شيخ لاري (بالفارسية: احد شیخ‌لاری). كان لاعب كرة قدم إيراني محترف. وهو حاليا مدير فني كرة قدم محترف لنادي ماشين سازي. بدأ مسيرته الكروية كلاعب هاوٍ في ملاعب تبريز. كان أول ناد لكرة القدم انضم إليه هو نادي بيكان. كانت مسيرته الإحترافية مع أندية ماشين سازي، منتخبة تبريز، ايديم تبريز، تراكتور سازي واستقلال رشت. أحرز 115 هدف أثناء مسيرته كمهاجم مع نادي تراكتور سازي. كما مثل إيران على المستوى الوطني، ولعب للمنتخب تحت سن 20 سنة لكرة القدم والمنتخب الإيراني لكرة القدم ولديه 20 مباراة دولية وأحرز خمس أهداف.

## الإنجازات

### كلاعب
تراكتور سازي
- كأس حذفي الوصيف (1): 1993–94
- الدوري الإيراني الدرجة الثانية الوصيف (1): 1995–96

### كمدير فني
شهيد غندي (تربية بدني يزد)
- دوري آزادغان (1): دوري آزادغان 2004–05

مس سونغون
- الدوري الإيراني الدرجة الثالثة (1): دوري الدرجة الثالثة الإيراني 2011–12
- الدوري الإيراني الدرجة الثانية (1): 2012–13